# Arquidiocese de Aracaju
A Arquidiocese de Aracaju (Archidiœcesis Aracaiuensis) é uma circunscrição eclesiástica da Igreja Católica no Brasil. É a Sé Metropolitana da Província Eclesiástica de Aracaju. A sé episcopal está na cidade de Aracaju, no estado de Sergipe.

## Histórico

### Diocese de Aracaju
A Diocese de Aracaju foi ereta pelo papa Pio X, no dia 3 de janeiro de 1910, por meio da bula papal Divina disponente clementia, a partir de território desmembrado da Arquidiocese de São Salvador da Bahia.
O seu primeiro bispo foi Dom José Thomas Gomes da Silva, que assumiu o governo desta diocese em 1911, cessando apenas com a sua morte, em 1948. Desde 1913, existe o seminário menor, fundando pelo primeiro bispo. O segundo bispo, Dom Fernando Gomes dos Santos, assumiu a direção dos trabalhos da diocese em 1949 e permaneceu até 1957, quando foi transferido para a arquidiocese de Goiânia. Ele fundou o seminário maior de Aracaju, que foi fechado alguns anos depois. Dom José Vicente Távora, o terceiro bispo, assumiu a diocese em 1958 e, após um episcopado de doze anos incompletos, faleceu, deixando a sede vacante.

### Arquidiocese de Aracaju
No dia 30 de abril de 1960, o Papa João XXIII, por meio da bula Ecclesiarum omnium, elevou a diocese à categoria de arquidiocese e sé metropolitana, sendo Dom José Vicente Távora o seu primeiro arcebispo. Dom Távora teve por bispo auxiliar Dom Nivaldo Monte (1963-1965) e Dom Luciano Cabral Duarte (1966-1970). Após a morte de Dom Távora, Dom Luciano Cabral Duarte foi nomeado arcebispo metropolitano. Um de seus mais empenhados trabalhos foi o da reanimação vocacional, reabrindo o seminário menor e incentivando a oração pelas vocações.

## Demografia e paróquias
Em 2004, a arquidiocese contava com uma população aproximada de 1.080.395 habitantes, com 86,1% de católicos. O território da diocese é de 7.048 km.2, organizado em 111 paróquias.
O território da arquidiocese compreende os municípios de Aracaju, Areia Branca, Barra dos Coqueiros, Campo do Brito, Capela, Carira, Carmópolis, Cumbe, Divina Pastora, Itaporanga d'Ajuda, Feira Nova, Frei Paulo, General Maynard, Itabaiana, Laranjeiras, Macambira, Malhador, Maruim, Moita Bonita, Nossa Senhora Aparecida, Nossa Senhora das Dores, Nossa Senhora do Socorro, Pedra Mole, Pinhão, Riachuelo, Ribeirópolis, Rosário do Catete, Santa Rosa de Lima, Santo Amaro das Brotas, São Cristóvão, São Domingos, São Miguel do Aleixo e Siriri.

## Bispos e arcebispos
|                          | Nome                             | Período     | Notas                                |
| Arcebispos               | Arcebispos                       | Arcebispos  | Arcebispos                           |
| ------------------------ | -------------------------------- | ----------- | ------------------------------------ |
| 5º                       | Josafá Menezes da Silva          | 2024-       | Atual                                |
| 4º                       | João José da Costa, O.Carm       | 2017-2023   | Arcebispo emérito                    |
| 3º                       | José Palmeira Lessa              | 1998-2017   | Arcebispo emérito                    |
| 2º                       | Luciano José Cabral Duarte       | 1971-1998   |                                      |
| 1º                       | José Vicente Távora              | 1960-1970   |                                      |
| Arcebispos coadjutores   |                                  |             |                                      |
|                          | João José da Costa, O.Carm       | 2014 - 2017 | Elevado a arcebispo                  |
|                          | José Palmeira Lessa              | 1998        | Elevado a arcebispo                  |
| Bispos                   |                                  |             |                                      |
| 3º                       | José Vicente Távora              | 1957-1960   | Elevado a arcebispo                  |
| 2º                       | Fernando Gomes dos Santos        | 1949-1957   | Nomeado arcebispo de Goiânia         |
| 1º                       | José Thomas Gomes da Silva       | 1911-1948   |                                      |
| Bispos auxiliares        |                                  |             |                                      |
|                          | Henrique Soares da Costa         | 2009-2014   | Nomeado bispo de Palmares            |
|                          | Dulcênio Fontes de Matos         | 2001-2006   | Nomeado bispo de Palmeira dos Índios |
|                          | Edvaldo Gonçalves Amaral, S.D.B. | 1975-1980   | Nomeado bispo de Parnaíba            |
|                          | Hildebrando Mendes Costa         | 1981-1986   | Nomeado bispo de Estância            |
|                          | João Maria Messi, O.S.M.         | 1988-1995   | Nomeado bispo de Irecê               |
|                          | Nivaldo Monte                    | 1963-1967   | Nomeado arcebispo de Natal           |
| Administrador apostólico |                                  |             |                                      |
|                          | Vítor Agnaldo de Menezes         | 2023-2024   | Bispo de Propriá                     |